# Mexicana de Aviación
A Mexicana de Aviación (teljes nevén: Compañía Mexicana de Aviación S.A. de C.V.) 2010-es megszűnéséig Mexikó legjelentősebb légitársasága volt, megszűnése előtt a hazai piac 30%-át uralta. Központi repülőtere a mexikóvárosi Benito Juárez nemzetközi repülőtér volt, alközpontjai a cancúni és a guadalajarai repülőterek voltak.

## Története
Latin-Amerika legrégebbi légitársaságát Compañía Mexicana de Transportación Aérea (CMTA) néven 1921. július 21-én alapította meg Mexikóvárosban Lloyd A. Winship, Harry J. Lawson és Elmer C. Hammond. A flotta ekkor négy darab, egy személy és 50 kg poggyász szállítására alkalmas, nyitott fülkés Lincoln Standard repülőből állt. 1924. augusztus 20-án Tampico városában újabb befektetők (George L. Rihl, William Mallory, R. G. Piper és Carl V. Schlaet) érkezésével jött létre a már Compañía Mexicana de Aviaciónnak nevezett társaság, amelynek alaptőkéje 50 000 aranypeso volt.
1929. január 23-án a társaságot eladták a Pan American Airwaysnak, amely támogatta a cég nemzetközivé fejlesztését: márciusban már el is indult az első országok közötti járat, méghozzá egy Ford Trimotor repülőgép Mexikóváros és a texasi Brownsville között (Túxpam és Tampico érintésével). Az 1930-as években a külföldi úticélok halmaza San Salvadorral, San Josével, Havannával és Los Angelesszel bővült, utóbbi városba ez volt az első külföldi járat. Az 1940-es években megindult a Mexikóváros és Monterrey közti járat (egy Douglas DC–2), valamint a éjszakai járatok indultak Los Angelesbe és Méridába. Ugyanebben az időszakban megvásárolták első Douglas DC–3 típusú gépüket is.
Az 1950-es években már Douglas DC–6-os gépük is volt, és iskolát is nyitottak utaskísérők számára, ahol a vészhelyzetek kezelését oktatták. 1960 júliusában az első három Comet 4C gép üzembe állításával a társaság számára is megkezdődött a sugárhajtású repülők korszaka, valamint hamarosan megvásárolták első Boeing 727 típusú gépeiket is. Ebben az évtizedben azonban a bel- és külföldi versenytársak megjelenésével gazdasági helyzetük rosszabbra fordult, sőt, 1967-ben már a csőd szélére sodródtak. Adminisztrációjuk és stratégiájuk drasztikus megváltoztatásával azonban kikeveredtek ebből a helyzetből, és újra fejlődési pályára álltak. 1968-ban az addig a PanAm tulajdonában álló részvények megvásárlásával a társaság tisztán mexikói tulajdonba került.
1969. június 4-én történt a Mexicana első igen súlyos légikatasztrófája. A Monterreybe tartó 704-es járat nem sokkal a megérkezés előtt a Cerro del Fraile hegynek csapódott, a rajta tartózkodó 79 személy kivétel nélkül életét vesztette. A fejlődést azonban ez sem törte meg: az 1970-es évek elején már volt olyan év, amikor utasszámuk elérte a 3 milliót. 1979 januárjában felavatták a mexikóvárosi karbantartási bázisukat, amely a legnagyobb ilyen létesítmény volt egész Latin-Amerikában. 1981 júliusában flottájuk kibővült egy 315 személyes McDonnell Douglas DC–10 géppel is. 1982-ben a mexikói kormány felvásárolta a részvények 54%-át, majd 1984-ben felavatták központi irodaházukat, a Torre Mexicana de Aviaciónt, amely ekkor az ország harmadik legmagasabb épülete volt. 1986. március 31-én történt az ország történetének legsúlyosabb légikatasztrófája: a Los Angelesbe tartó 940-es járat kigyulladt, és Michoacán állam területén egy hegyre zuhant. 166-an utaztak rajta, senki sem élte túl a balesetet.
Az 1990-es évek elején a társaság újra magánbefektetők kezébe került. Flottájuk Franciaországból érkező Airbus A320, holland Fokker 100, valamint Boeing 757-es repülőkkel bővült. 1994-ben 507 millió dolláros feltőkésítésen esett át a cég, majd hivatalosan szövetségre lépett a United Airlinesszal és a Lufthansával is. 1999-ben, amikor egyébként II. János Pál pápa is társaság járatával érkezett Mexikóba, a szövetség tovább bővült az Air Canadával, a brazil Variggal és az Air New Zealanddal. Az ezredforduló táján, amikor már az évi 8 millió utast is elérték, beléptek a Star Alliance szövetségbe, azonban tagságuk csak 2003-ig tartott. A következő években egyre több szövetséget kötöttek, a Fokker 100-akat pedig Latin-Amerikában elsőként Airbus A318-akra cserélték: ezzel flottájuk átlagéletkora 6 évre csökkent.
2005. december 16-án egy Gastón Azcárraga vezette befektetői csoport vásárolta meg a cég 100%-át. 2007-ben az új tulajdonosok belföldön inkább az olcsóbb szolgáltatásokat nyújtó Clicket helyezték előtérbe, míg a Mexicanával a nemzetközi járatok üzemeltetésére koncentráltak. Ezzel együtt 40 millió pesóért eladták a központi irodaházat is. 2009. november 10-én csatlakoztak a Oneworld szövetséghez, de 2010. augusztus 28-án a társaság felfüggesztette működését, és csődbe ment. Ugyancsak leállt a két alárendelt vállalat, a Click és a Link.